# Természettudományi Múzeum (Pécs)
A pécsi Janus Pannonius Múzeumhoz tartozó JPM Természettudományi Múzeum múltja több mint száz évre nyúlik vissza. Már az első állandó kiállítását 1904. november 27-én megnyitó  Pécsi Városi Múzeum is rendelkezett természettudományi gyűjteménnyel, sőt külön természetrajzi osztállyal is. A gyűjteményei – pl. a herbárium, az ősmaradványok,  a rovarcsoportok – leginkább célzott kutatásokhoz kapcsolódóan, illetve hagyatékozás, ajándékozás útján gyarapodnak.
A múzeum Szabadság utca 2. szám alatti épülete több évi felújítás után 2023 decemberében egy időszaki barlangász kiállítással nyitotta meg újra a kapuit, de megtekinthetők a sokakat érdeklő pécsi mamut csontjai is.
A múzeum munkatársai rendszeresen a tantervhez kötődő, illetőleg más témákhoz kapcsolódó múzeumpedagógiai foglalkozásokat is tartanak a kiállítóhely foglalkoztató terében, valamint különböző rendezvényekre is kitelepülnek.